# Camouflage

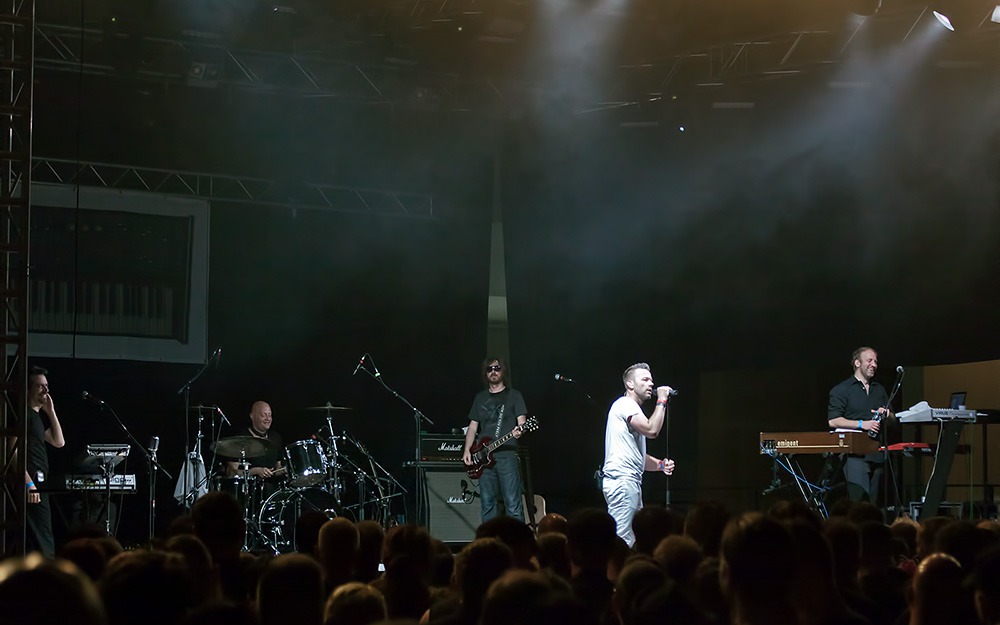
Camouflage 2011

Camouflage – niemiecka grupa muzyczna, tworząca muzykę synth pop. Powstała w 1984 roku w miejscowości Bietigheim-Bissingen w Niemczech. Wcześniej zespół istniał pod nazwą Licensed Technology.

## Skład grupy
Obecny skład grupy nie różni się od tego z początków Camouflage. Do zespołu należą: Marcus Meyn, pełniący rolę głównego wokalisty oraz Heiko Maile i Oliver Kreyssig. Członkowie zespołu nie przypisują sobie poszczególnych funkcji, jakie pełnią w grupie; muzycy wspólnie tworzą i pracują nad brzmieniem kompozycji. W 1990 roku zespół opuścił Oliver Kreyssig, który powrócił w 1999 roku.
- Oliver Kreyssig - od 1984 do 1990 roku i od 1999 r.
- Heiko Maile - od 1984 roku
- Marcus Meyn - od 1984 roku

## Dyskografia

### Albumy
- 1988: Voices & Images
- 1989: Methods Of Silence
- 1991: Meanwhile
- 1993: Bodega Bohemia
- 1995: Spice Crackers
- 1997: We Stroke The Flames – Best Of Camouflage
- 2001: Rewind – The Best Of 95–87
- 2003: Sensor
- 2006: Relocated
- 2015: Greyscale

### Single
- 1987: The Great Commandment
- 1988: Strangers' Thoughts
- 1988: Neighbours
- 1988: That Smiling Face
- 1989: Love Is A Shield
- 1989: One Fine Day
- 1991: Heaven (I Want You)
- 1991: This Day / Handsome
- 1993: Suspicious Love
- 1993: Close
- 1993: Jealousy
- 1995: Bad News
- 1996: X-Ray
- 1997: Love Is A Shield '97
- 1999: Thief
- 2001: The Great Commandment 2.0
- 2003: Me And You
- 2003: I Can't Feel You
- 2003: Perfect (nieoficjalny)
- 2006: Motif Sky
- 2006: Something wrong (limitowane wydanie)
- 2007: The Pleasure Remains
- 2015: Shine